# Мартини, Жандира
Жанди́ра Лу́сия Ла́лия Марти́ни (порт. Jandira Lúcia Lalia Martini; 10 июля 1945, Сантус, Сан-Паулу — 29 января 2024, Сан-Паулу) — бразильская актриса, автор пьес, театральный режиссёр и продюсер. Получила известность благодаря роли Зорайде в телесериале «Клон».

## Биография
Жандира Мартини родилась 10 июля 1945 года в городе Сантус, штат Сан-Паулу в семье ювелира Альфредо Лалии и его жены-домохозяйки. Её актёрская карьера стартовала в 1965 году с участия в спектакле «Хроника» Карлоса Альберто Соффредини. В 1967 году она окончила факультет литературы Католического университета Сантоса, а затем продолжила обучение актёрскому мастерству в Школе драматического искусства Университета Сан-Паулу. В конце 1960-х годов актриса дебютировала на телевидении, но свою первую заметную роль исполнила только в 1987 году в телесериале «Как удачно выйти замуж». В 1980-х Мартини стала сама режиссировать и писать сценарии.
Как актриса телевидения Мартини наиболее известна по телесериалу «Клон» в роли Зорайде. С выходом «Клона» она стала ещё более популярной в Бразилии и других странах, где прошёл показ теленовеллы.

## Личная жизнь
Жандира Мартини была близкой подругой актёра и сценариста Маркуса Карузо, с которым она написала в соавторстве несколько пьес для театра и телевидения. На протяжении 57 лет она была замужем за Жеральдо Диасом Мартини, от которого у неё было двое детей.
Жандира скончалась 29 января 2024 года в Сан-Паулу в возрасте 78 лет. Информацию подтвердил Маркус Карузо в социальных сетях, причиной её смерти стал рак лёгкого.

## Избранная фильмография
| Год       |   | Русское название                                    | Оригинальное название                                    | Роль                              |
| --------- | - | --------------------------------------------------- | -------------------------------------------------------- | --------------------------------- |
| 2022      | ф | Щепотка удачи                                       | порт. Uma Pitada de Sorte                                | Жина Брандао                      |
| 2020      | ф | 10 часов до Рождества                               | порт. 10 Horas para o Natal                              | Во Нена                           |
| 2019      | ф | Плакать от смеха                                    | порт. Chorar de Rir                                      | Джульетта                         |
| 2018      | с | Жизнь от смеха                                      | порт. Viver do Riso                                      |                                   |
| 2017      | с | Руководство по защите от пришельцев, ниндзя и зомби | порт. Manual para se Defender de Aliens, Ninjas e Zumbis | Марго                             |
| 2012      | с | Спаси меня, Святой Георгий                          | порт. Salve Jorge                                        | Фарид Халид                       |
| 2011      | с | Укуси и подуй                                       | порт. Morde & Assopra                                    | Саломе де Соуза Сампайо           |
| 2010      | с | Так предначертано звёздами                          | порт. Escrito nas Estrelas                               | Жилдети Салмон                    |
| 2009      | с | Дороги Индии                                        | порт. Caminho das Índias                                 | Пуджа Хитид                       |
| 2007—2008 | с | Запретное желание                                   | порт. Desejo Proibido                                    | Гуарасиаба дус Анжус (Дона Гура)  |
| 2007      | с | Амазония, Гальвез и Шику Мендес                     | порт. Amazônia, de Galvez a Chico Mendes                 | Донана                            |
| 2005      | с | Америка                                             | порт. América                                            | Одалея де Оливейра Пардал         |
| 2004      | ф | Ольга                                               | порт. Olga                                               | Сара                              |
| 2004—2007 | с | Золушка по вызову                                   | порт. A Diarista                                         | Дилма                             |
| 2003      | с | Дом семи женщин                                     | порт. A Casa das Sete Mulheres                           | Антония Гонсалвес да Силва        |
| 2001—2002 | с | Клон                                                | O Clone                                                  | Зорайде Эль Адиб                  |
| 2001      | с | Семья Майя                                          | порт. Os Maias                                           | Эужения Силвейра                  |
| 1996      | с | Храбрый                                             | порт. Brava Gente                                        | Аугуста Мессинари                 |
| 1995      | с | Кровь моя кровь                                     | порт. Sangue do meu Sangue                               | Ребекка                           |
| 1994      | с | Шестеро из них                                      | порт. Éramos Seis                                        | Женуина                           |
| 1991      | с | Призрак оперы                                       | порт. O Fantasma da Ópera                                | Марион Лейк                       |
| 1990      | ф | Переполох в школе                                   | порт. Uma Escola Atrapalhada                             | Дона Алма                         |
| 1990      | с | История Аны Райо и зе Травао                        | порт. Ana Raio e Zé Trovão                               | Витория Империял / Мартина Феррас |
| 1987      | с | Как удачно выйти замуж                              | порт. Sassaricando                                       | Теодора Абдала Варела             |
| 1986      | с | Колесо огня                                         | порт. Roda de Fogo                                       | Филомена Либерату                 |
| 1983      | с | Железная рука                                       | порт. Braço de Ferro                                     | Селина                            |
| 1977      | ф | Сможет ли она справиться с этим?                    | порт. Será Que Ela Aguenta?                              | Директор                          |